# Cô Luyến Hoa (phim 2005)
"Cô Luyến Hoa" (tiếng Anh: Love's Lone Flower ) là một bộ phim truyền hình Đài Loan với sự tham gia của Viên Vịnh Nghi, Lý Tâm Khiết, Thỏa Tông Hoa, Tiêu Thục Thận và Cao Tiệp. Bộ phim lột tả được tình cảnh của con người đương thời, khiến người xem cảm nhận được cuộc sống thật mong manh, con người đứng trước sóng gió thật nhỏ bé. Đứng trước sinh mệnh, chúng ta đành phải cúi người khiêm nhường.

## Tóm tắt nội dung
Thời thuộc địa Nhật năm 1945, tại Đài Loan, chống lại ý cha muốn anh đi Nhật học y, Lâm Tam Lang rời nhà để đuổi theo giấc mộng âm nhạc của bản thân. Thoát khỏi sự ràng buộc khắt khe của gia tộc, anh bắt đầu cuộc sống mới khắp Nhật Bản và Thượng Hải, vừa chu du vừa trầm ngâm về niềm vui và thăng trầm cuộc đời. Anh gặp gỡ Hoa Vân Phương, ca nữ Ngũ Bảo và Quyên Quyên, rồi từ đó bốn cuộc đời bắt đầu dây dưa vướng mắc lẫn nhau.

## Giới thiệu nhân vật
Viên Vịnh Nghi - Vân Phương
Dưới dung mạo như hoa như nguyệt là một trái tim mong manh dễ vỡ. Cô mê luyến ca nữ Ngũ Bảo, nhưng chỉ có thể che lấp tình cảm đấy dưới vỏ bọc chăm lo bảo bọc đầy mẫu tính.
Sau thời chiến loạn, cô lưu lạc về quán rượu Đông Vân Các tại Đài Bắc. Dung mạo lúc này đã quá tuổi xuân thì, tuy nhiên, với dáng điệu thướt tha và khả năng ứng đối lanh lợi, cô vẫn như cá được nước. Quyên Quyên xuất hiện, khiến trái tim của Vân Phương một lần nữa rung động, tiếc thay vẫn không thể có được kết cục tốt đẹp.
Lý Tâm Khiết - Ngũ Bảo
Khuôn mặt lanh lợi thanh tú nhưng đâu đó vẫn còn nét trẻ con, Ngũ Bảo được cậu nuôi lớn từ bé, rất thích ca hát. Vì phải trả nợ cho cậu, Ngũ Bảo bị Tam Gia ép buộc ký khế ước bán thân, song được Vân Phương cứu lấy. Vân Phương chỉ bảo cho cô trở thành ca nữ tại Bách Lạc Môn. Từ đó về sau, mỗi khi Ngũ Bảo gặp phải chuyện bất bình tủi thân, cô đều tìm đến Vân Phương để được an ủi. Cũng từ đó về sau, Vân Phương vốn tiếc thương cho Ngũ Bảo càng ngày càng có cảm tình đặc biệt với cô.
Nhạc sĩ Tam Lang lưu lạc đến đây, nhất kiến chung tình với Ngũ Bảo. Cả hai người cùng nhau có một đoạn tình khắc cốt ghi tâm.
Chiến loạn, Ngũ Bảo mắc bệnh nặng, chết ở bên đường lúc chạy giặc.
Tiêu Thục Thận - Quyên Quyên
Sau thời chiến loạn, Đài Loan khắp nơi hoang tàn, vật chất thiếu thốn đủ bề, thế nhưng đêm đêm Đông Vân Các đều phát lên tiếng ca.
Quyên Quyên là một thiếu nữ 18 tuổi đến từ Nghi Lan. Bị bố dượng cưỡng bức, mẹ ruột hóa điên. Hoàn cảnh khốn cùng ấy dường như khắc sâu vào giữa đôi mày trên khuôn mặt thanh tú nhưng nhợt nhạt, tạo cảm giác khó lòng thân cận, do sớm phải trưởng thành, sớm phải trải qua cảnh đời thê lương.
Đối với Tam Lang và Vân Phương, Quyên Quyên là tái sinh của Ngũ Bảo. Mỗi lần Quyên Quyên cất tiếng hát là mỗi lần hai người đắm chìm vào quá khứ đau thương, quay về một thời mà chỉ còn tồn trong ký ức.
Thỏa Tông Hoa - Tam Lang
Lớn lên trong gia tộc danh giá tại Cơ Long, Tam Lang được giáo dục theo phong phạm Nhật Bản, được kỳ vọng sẽ đến Nhật học nghề y, song anh trái ý gia đình để  đuổi theo mộng ước âm nhạc. Anh đi chu du khắp Nhật Bản và Thượng Hải, thỉnh thoảng viết thư qua lại với mẹ, lộ rõ niềm thương nhớ của anh với gia đình, cũng như niềm vui và nỗi cô đơn của cuộc đời lang bạc.
Cao Tiệp - Kha Lão Hùng
Đại ca xã hội đen, quen biết nhiều người trong giới chính trị và giao thương, thường hay đến uống rượu tại Đông Vân Các. Ưng mắt Quyên Quyên, rồi đưa ma túy cho Quyên Quyên dùng, khiến Quyên Quyên đắm trong cơn nghiện, vừa yêu vừa hận Kha Tang. Cuối cùng, không chịu nổi Kha Tang hành hạ cô về tinh thần và thể xác, Quyên Quyên dùng bàn ủi tấn công Kha Tang, hai người tranh chấp qua lại. Quyên Quyên bị thương nặng, cuối cùng hóa điên.